# Angus & Julia Stone-diszkográfia
Az Angus & Julia Stone ausztrál népzenei duónak 3 stúdió-, 3 válogatás-, 6 élő- és 1 videóalbuma, 22 videóklipje, 6 közép- és 16 kislemeze és egy díszdobozos kiadása van. A duó számos díjat nyert az ausztrál APRA és ARIA gálákon, illetve több szólóalbumuk is van, melyek szintén díjnyertesek.

## Diszkográfia

### Stúdióalbumok
| Cím                 | Részletek                                                                                   | Helyezések | Helyezések | Helyezések | Helyezések | Helyezések | Helyezések | Helyezések | Helyezések | Helyezések | Helyezések | Minősítések        |
| Cím                 | Részletek                                                                                   | AUS        | AUT        | BEL        | BEL        | FR         | GER        | NLD        | NZ         | SWI        | U.S. Heat  | Minősítések        |
| Cím                 | Részletek                                                                                   | AUS        | AUT        | FL         | WA         | FR         | GER        | NLD        | NZ         | SWI        | U.S. Heat  | Minősítések        |
| ------------------- | ------------------------------------------------------------------------------------------- | ---------- | ---------- | ---------- | ---------- | ---------- | ---------- | ---------- | ---------- | ---------- | ---------- | ------------------ |
| A Book Like This    | - Megjelent: 2007. szeptember 8. - Kiadó: Capitol Records - Formátum: CD, CD+DVD, digitális | 6          | —          | —          | —          | —          | —          | —          | —          | —          | 32         | ARIA: Platina      |
| Down the Way        | - Megjelent: 2010. március 12. - Kiadó: Capitol Records - Formátum: CD, LP, digitális       | 1          | 34         | —          | 48         | 26         | —          | 66         | —          | 91         | 19         | ARIA: Platina (3×) |
| Angus & Julia Stone | - Megjelent: 2014. augusztus 1. - Kiadó: Capitol Records - Formátum: CD, LP, digitális      | 1          | 16         | 5          | 4          | 8          | 8          | 8          | 6          | 3          | —          | ARIA: Platina      |
| Snow                | - Megjelent: 2017. szeptember 15. - Kiadó: Capitol Records - Formátum: CD, LP, digitális    | 2          | 51         | 16         | 11         | 10         | 21         | 17         | 13         | 11         | 18         | ARIA: Arany        |

### Középlemezek (EP-k)
| Cím                     | Részletek                                                                     |
| ----------------------- | ----------------------------------------------------------------------------- |
| Chocolates & Cigarettes | - Megjelent: 2006. augusztus 26. - Kiadó: EMI - Formátum: CD, 12˝             |
| Heart Full of Wine      | - Megjelent: 2007. február 3. - Kiadó: EMI - Formátum: CD, 12˝                |
| The Beast               | - Megjelent: 2007. augusztus 20. - Kiadó: Nettwerk - Formátum: CD, digitális  |
| Hollywood               | - Megjelent: 2008. november 2. - Kiadó: Flock Music - Formátum: CD, digitális |
| Big Jet Plane           | - Megjelent: 2010. május 7. - Kiadó: EMI - Formátum: CD, digitális            |
| And the Boys            | - Megjelent: 2013. június 13. - Kiadó: Discograph - Formátum: digitális       |

### Kislemezek
| Cím                                      | Év   | Helyezések | Helyezések | Helyezések | Helyezések | Helyezések | Album                   |
| Cím                                      | Év   | AUS        | BEL        | FR         | NZ         | SWI        | Album                   |
| ---------------------------------------- | ---- | ---------- | ---------- | ---------- | ---------- | ---------- | ----------------------- |
| Paper Aeroplane                          | 2006 | —          | —          | —          | —          | —          | Chocolates & Cigarettes |
| Private Lawns                            | 2007 | —          | —          | —          | —          | —          | Chocolates & Cigarettes |
| The Beast                                | 2007 | 40         | —          | —          | —          | —          | A Book Like This        |
| Wasted                                   | 2008 | —          | —          | —          | —          | —          | A Book Like This        |
| Just a Boy                               | 2008 | —          | —          | —          | —          | —          | A Book Like This        |
| Hollywood                                | 2008 | —          | —          | —          | —          | —          | A Book Like This        |
| Mango Tree                               | 2009 | —          | —          | —          | —          | —          | A Book Like This        |
| And the Boys                             | 2009 | 44         | —          | —          | —          | —          | Down the Way            |
| Big Jet Plane (Minősítés: ARIA: Platina) | 2010 | 21         | 23         | 36         | 20         | —          | Down the Way            |
| For You                                  | 2011 | —          | —          | —          | —          | —          | Down the Way            |
| Heart Beats Slow                         | 2014 | 34         | —          | —          | —          | —          | Angus & Julia Stone     |
| Death Defying Acts                       | 2014 | —          | —          | —          | —          | —          | Angus & Julia Stone     |
| A Heartbreak                             | 2014 | 68         | 62         | 156        | —          | —          | Angus & Julia Stone     |
| Grizzly Bear                             | 2014 | —          | 49         | 50         | —          | 64         | Angus & Julia Stone     |
| Get Home                                 | 2014 | 64         | —          | —          | —          | —          | Angus & Julia Stone     |
| The Hanging Tree                         | 2015 | —          | —          | —          | —          | —          | —                       |

### Összeállítások
| Cím                                          | Részletek                                                                        |
| -------------------------------------------- | -------------------------------------------------------------------------------- |
| Heart Full of Wine / Chocolates & Cigarettes | - Megjelent: 2007. március 7. - Kiadó: Capitol Records - Formátum: CD, digitális |
| Red Berries (Helyezés: FR 84)                | - Megjelent: 2010. november 5. - Kiadó: EMI - Formátum: CD, digitális            |
| Memories of an Old Friend (Helyezés: AUS 54) | - Megjelent: 2010. december 17. - Kiadó: EMI - Formátum: CD, digitális           |

### Élő albumok
| Cím                                              | Részletek                                                                  |
| ------------------------------------------------ | -------------------------------------------------------------------------- |
| iTunes Live: London Sessions                     | - Megjelent: 2008. március 23. - Kiadó: saját kiadás - Formátum: digitális |
| Live Session                                     | - Megjelent: 2009. június 12. - Kiadó: EMI - Formátum: digitális           |
| iTunes Live: Live from Sydney (Helyezés: AUS 26) | - Megjelent: 2010. október 8. - Kiadó: EMI - Formátum: digitális           |
| iTunes Live: ARIA Awards Concert Series 2010     | - Megjelent: 2010. november 9. - Kiadó: EMI - Formátum: digitális          |
| Triple J Live                                    | - Megjelent: 2011. április 8. - Kiadó: Discograph - Formátum: digitális    |
| Live 2014 (Helyezés: FR 89)                      | - Megjelent: 2014. július 29. - Kiadó: Discograph - Formátum: digitális    |

### Díszdobozos kiadás
| Cím     | Részletek                                                               | Megjegyzések |
| ------- | ----------------------------------------------------------------------- | --- |
| For You | - Megjelent: 2010. december 31. - Kiadó: Capitol Records - Formátum: CD | Csak Ausztráliában jelent meg, három albumot (A Book Like This, Down the Way és Memories of an Old Friend) tartalmaz. |

### Videóalbum
| Cím                                           | Részletek                                                 |
| --------------------------------------------- | --------------------------------------------------------- |
| iTunes Live - ARIA Awards Concert Series 2010 | - Megjelent: 2011 - Kiadó: Nettwerk - Formátum: digitális |

### Videóklipek
| Cím                     | Év   | Rendező(k)                     |
| ----------------------- | ---- | ------------------------------ |
| Paper Aeroplane         | 2006 |                                |
| Mango Tree              | 2006 | Angus & Julia Stone            |
| Private Lawns           | 2006 | Angus & Julia Stone            |
| Chocolates & Cigarettes | 2006 | Angus & Julia Stone            |
| Babylon                 | 2006 | Josh Groom                     |
| What You Wanted         | 2007 | Angus & Julia Stone            |
| Heart Full of Wine      | 2007 | Angus & Julia Stone            |
| I'm Yours               | 2007 | Angus & Julia Stone            |
| The Beast               | 2007 |                                |
| Wasted                  | 2007 | Angus & Julia Stone            |
| Just a Boy              | 2007 | Angus & Julia Stone Josh Groom |
| Hollywood               | 2007 | Angus & Julia Stone            |
| Black Crow              | 2010 | Nick Murray Willis             |
| And the Boys            | 2010 | Kiku Ohe                       |
| Big Jet Plane           | 2010 | Kiku Ohe                       |
| Hold On                 | 2010 | Kiku Ohe                       |
| I'm Not Yours           | 2010 | Nick Murray Willis             |
| Heart Beats Slow        | 2014 | Jessie Hill                    |
| A Heartbreak            | 2014 | Jessie Hill                    |
| Get Home                | 2014 | Jessie Hill                    |
| Grizzly Bear            | 2014 | Jessie Hill                    |
| From the Stalls         | 2015 | Kiku Ohe                       |